# Cheryl Hardcastle
Pour les articles homonymes, voir Hardcastle.
Cheryl Hardcastle (née en 20 novembre 1961 à Windsor en Ontario) est une femme politique canadienne. 

## Biographie
Membre du Nouveau Parti démocratique, elle est élue dans la circonscription de Windsor—Tecumseh durant les élections fédérales de 2015. Elle remplace alors le néo-démocrate Joe Comartin. Quatre ans plus tard, elle est défaite par les libéraux lors du scrutin de 2019. Irek Kusmierczyk la remplace. Hardcastle avait auparavant fait une carrière politique municipale à Tecumseh.